# Kyadigere, Hosadurga
Kyadigere là một làng thuộc tehsil Hosadurga, huyện Chitradurga, bang Karnataka, Ấn Độ.